# Donna Agnesia
Donna Agnesia Wayong (née le 8 janvier 1979) est une artiste Indonésienne ayant des ancêtres chinois et européens.

## Biographie
Donna Agnesia est la deuxième des trois enfants de Wendy Shirley O'Keefe et d'Edward Joseph Wayong, c'est une ancienne mannequin ayant laissé sa carrière de côté depuis qu'elle s'est mariée avec l'acteur Darius Sinathrya avec qui elle eut trois enfants. Elle l'épousa le 30 novembre 2006 dans une église de Jakarta.

## Film
- Gerbang 13 (2004)
- Tentang Dia (2005)